# 神合張胡氏節孝坊
神合張胡氏節孝坊又名紅五月牌坊，位於四川省達州市大竹縣神合鄉紅五月村3组，建於清道光十三年（1833），占地面積61平方公尺。坐向32°0平面呈長方形，由坊基、坊身、抱鼓石和祭台組成。為石質仿木結構，4柱3間，3樓，廡殿頂，柱前有抱鼓石，面闊寬7.64公尺、通高8.90公尺。額坊下左右飾有鏤空獅子圖案，明間正脊鏤空變形“壽”字紋和龍形鏤空圖案，有鴟吻，明間、左右邊樓簷下刻出大鬥，明間簷下正中豎板上刻九龍捧“聖旨旌表”四字，東北豎板下刻從左至右“張公諱萬錦之妻張胡氏坊”、“節孝”和捐款、監督修建等人姓名，題記年代“大清道光十三年大呂月立”。牌坊下有素面祭台，寬9.34公尺、長6.47公尺；西北有長4.96公尺、寬2.97公尺的如意踏道十一級。張胡氏節孝坊保存完整，雕飾精美，有確切記年，用料考究，是研究川東北建築史不可多得的實物參考資料。2009年，神合張胡氏節孝坊被大竹縣人民政府公佈為縣級文物保護單位。2010年，神合張胡氏節孝坊被達州市人民政府公佈為市級文物保護單位。2012年7月16日公佈為第八批四川省文物保護單位。